# Okkert Brits
Okkert Brits (1973. augusztus 22. –) dél-afrikai atléta, rúdugró. Jelenleg ő tartja az afrikai kontinensrekordot rúdugrásban.

## Pályafutása
1992-ben, majd 1993-ban aranyérmes lett az afrikai bajnokságon, 1995-ben pedig bronzérmet szerzett a fedett pályás világbajnokságon.
1995. augusztus 18-án Szerhij Bubka és Radion Gataullin után ő lett a harmadik aki átlépte a 6 méteres magasságot rúdugrásban. 6,03 méteres ugrása máig élő afrikai kontinensrekord.
1996-ban vett részt első alkalommal az olimpiai játékokon. Atlantában azonban már a selejtezőkörben kiesett. Két év múlva újfent afrikai bajnok lett, 2000-ben pedig már döntőig jutott a sydney-i olimpián; Brits egyedüli afrikaiként szerepelt a döntőben, és végül a hetedik lett.
2002-ben győzött a nemzetközösségi játékokon. Pályafutása legkimagaslóbb nemzetközi sikerét 2003-ban érte el, a párizsi világbajnokságon szerzett ezüstérmével.
2004-ben még részt vett ugyan az olimpián, de nem jutott el a döntőig, csak a tizenkilencedik lett.

## Egyéni legjobbjai
- 100 méteres síkfutás - 10,96 s (1996)
- Rúdugrás (szabadtér) - 6,03 m (1995)
- Rúdugrás (fedett) - 5,90 m (1997)